# Слайд-гітара

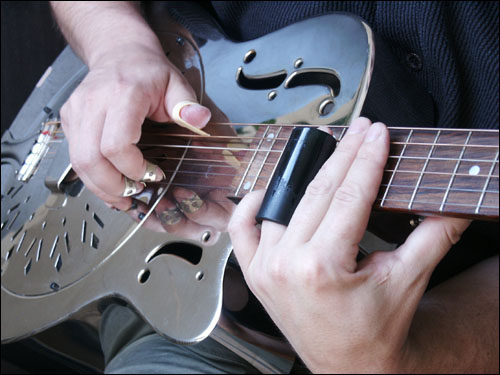
Приклад гри слайдом, зробленим зі шийки пляшки, на резонаторній гітарі, виготовленій із металу.

Слайд-гіта́ра (англ. slide guitar, ковзаюча гітара) — техніка гри на гітарі, що часто використовується у блюзовій музиці. Відмінність цієї техніки від гри на звичайній гітарі відноситься до лівої руки. Під час гри на слайд-гітарі музикант вдягає на один із пальців лівої руки шматок металевої або скляної трубки, наприклад шийку від пляшки. Для зміни висоти звуку гітарист ковзає трубкою по струнах і створює ефект глісандо і глибоке вібрато, що робить цю музику емоційно виразнішою.

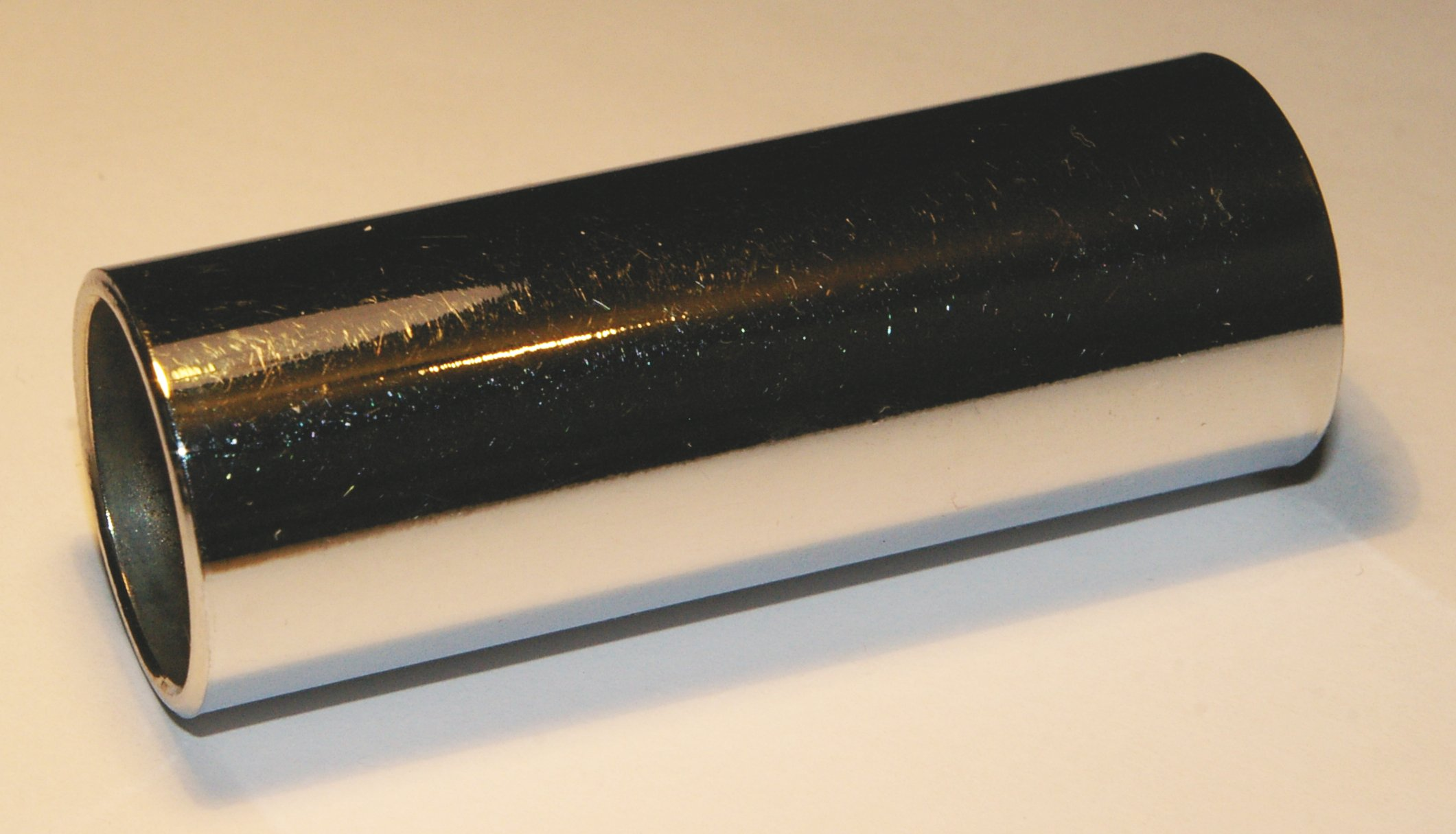
Слайд у вигляді обрізаної труби

Історично, термін «шийка пляшки» і описував цей стиль гри. Гітара також може знаходитися на коліні музиканта, і гратиме він за допомогою ручного пересувного предмета, і така гітара називається «сталева гітара». Для гри у цьоми стилі часто використовують резонаторну гітару або звичайну гітару, але піднімають струни вище, ніж при грі пальцями (див. розділ «Техніка гри»).
Створення музики за допомогою предмету, який ковзає по струнах, пов'язують із запозиченням технік давніх струнних інструментів з африканської культури, а також із гавайською сталевою гітарою. Майже на початку двадцятого століття, музиканти блюзу в дельті Міссісіпі популяризували стиль слайд-гітари, а перший запис слайд-гітари зробив Сильвестр Вівер в 1923. Починаючи з 1930-их, виконавці, до яких відносяться Роберт Найтгок, Ерл Гукер, Елмор Джеймс і Мадді Вотерс популяризували слайд гітару в електричному блюз жанрі і мали вплив на слайд гітаристів рок жанру, до яких належать Rolling Stones, Дуейн Оллмен і Рі Кудер. До піонерів наколінної слайд гітари належать Oscar "Buddy" Woods, Black Ace і Freddie Roulette.

## Техніка гри
Слайд гітару, як порівнює музичний викладач Кіт Вайт (Keith Wyatt), можна розглядати як «гітару без ладів для одного пальця». Слайд функціонує як палець, і є порожнистою трубкою, що зазвичай одягається на безіменний палець чи мізинець. Трубка лише злегка притискається до струн, аби не зачепи́ти лади і тримається паралельно до них. Лади використовуються лише як візуальна підказка, а гра мелодії без них потребує додаткових навичок. Інші вільні пальці теж мають доступ до ладів, і відповідно до цієї техніки можуть використовувати для програвання ритмічного акомпанементу або для програвання додаткових нот. Сама гітара може налаштовуватися традиційним способом або мати відкрите налаштування. Більшість ранніх гравців блюзу використовувати відкрите налаштування, але сучасні слайд виконавці можуть використовувати обидва. Основним обмеженням відкритого налаштування є те, що лише як правило один акорд легко зіграти, і він визначається тим як налаштована гітара.
Інтервали в дві ноти можна відігравати нахиляючи слайд на певних нотах (див. фото).
В шістнадцятому столітті, загальноприйнятими для налаштування гітари і подібних інструментів були ноти A–D–G–B–E, а нижня E була додана згодом, після чого послідовність E–A–D–G–B–E стала стандартним налаштуванням гітари.
При відкритому налаштуванні гітари, струни налаштовані так, щоб струни гітари без притискання їх до грифу давали обраний акорд.
Для слайд гітари як правило використовується налаштування із відкритим акордом D, при якому струни налаштовані так: D–A–D–F♯–A–D; і з відкритим акордом G: D–G–D–G–B–D в манері Рая Кудера. Останнє було використане Кітом Річардсом із гурту The Rolling Stones, але без нижньої D, яку він просто зняв, і стрій отримав вигляд: G-D-G-B-D, що стало візитівкою цього виконавця.